# جائحة فيروس كورونا في منغوليا
توثق هذه المقالة آثار جائحة فيروس كورونا لعام 2019-2020 في منغوليا، وقد لا تتضمن جميع الاستجابات والتدابير والإجراءات الرئيسية حتى الآن

## خلفية
في 12 يناير 2020، أكدت منظمة الصحة العالمية عن ظهور فيروس كورونا المستجد كسبب للمرض التنفسي الذي أصاب مجموعة من الأشخاص في مدينة ووهان، مقاطعة خوبي، الصين، إذ أُبلغ عنهم إلى منظمة الصحة العالمية في 31 ديسمبر 2019. كانت نسبة الوفيات بين الحالات المُشخصة بكوفيد-19 أقل بكثير من جائحة فيروس سارس في عام 2003، لكن انتقال العدوى كان أكبر، والوفيات أيضًا.

## الجدول الزمني
- في 10 مارس 2020
  - أعلن نائب رئيس الوزراء أولزيسيخاني إنختوفشين (Ölziisaikhany Enkhtüvshin) أن مواطنًا فرنسيًا وصل إلى أولان باتور دورنوغوفي عبر رحلة جوية من موسكو ;هو أول حالة مؤكدة لفيروس كورونا في البلاد.[6][7]
  - أظهر المريض، وهو رجل يبلغ من العمر 57 عامًا، لأول مرة علامات الحمى في 7 مارس. أكدت الاختبارات الأولية أن المريض كان مصابًا بالفيروس التاجي، وقيل للمريض أن يعزل نفسه في دورنوغوفي.[6] بغض النظر، تجاهل المريض التوصية وكسر عزلته. وبالمثل، غادر اتصالان قريبان للمريض دورنوغوفي على الرغم من توصيات مسؤولي الصحة بالبقاء في المقاطعة. وقالت لجنة الطوارئ الحكومية إن الاثنين سيتحملان المسؤولية القانونية عن أفعالهما. وقد تم حجز أكثر من 120 شخصًا كان لديهم اتصال وثيق بالمريض، كما خضع أكثر من 500 شخص ممن لديهم اتصال غير مباشر للمراقبة الطبية.[8]
- في21 مارس 2020 بعد أن بدأت طائرات النقل الخاصة في إجلاء الذين يعتبرون «عرضة» للمرض من المناطق الأوروبية واليابان وكوريا، أُبلغ عن إصابة ثلاثة أشخاص آخرين بـ كوفيد-19 . إحدى الحالات كانت حرجة وعُزل تسعة أشخاص في المنطقة المجاورة مباشرة للقضية.[9]

## التدابير الوقائية
أعلنت الحكومة تدابير مختلفة للسيطرة على تفشي المرض. وتشمل هذه إغلاق المعابر الجوية والبرية بين الصين ومنغوليا منذ 27 يناير حتى إشعار آخر وتعليق جميع الرحلات الجوية الدولية وقطارات الركاب حتى 30 أبريل. الغيت جميع الأحداث العامة بما في ذلك المؤتمرات والرياضة والمهرجانات في جميع أنحاء البلاد، في حين بقيت جميع المعاهد التعليمية مغلقة حتى 30 أبريل. حُظر على المواطنين السفر إلى البلدان المتضررة من تفشي المرض وأي مسافرين من هناك يخضعون للحجر الصحي لمدة 14 يومًا. أي فرد يتم القبض عليه وهو يكذب بشأن تاريخ سفره ومعلوماته الصحية على الحدود يُعاقب.